# Придорогин, Михаил Иванович
Михаил Иванович Придорогин (1862—1923) — русский, советский учёный и педагог, специалист в области зоотехники.

## Биография
Родился 19 (31) октября 1862 года в Саратовской губернии в бедной мещанской семье.
В 1873 году окончил казенное двухклассное училище в селении Баланда Аткарского уезда Саратовской губернии, а в 1880 году — Саратовское реальное училище. С 1882 года поступил в Петровскую земледельческую и лесную академию, которую окончил в 1886 году, в мае 1888 года получил степень кандидата сельского хозяйства. В 1887—1888 годах преподавал в Мариинском среднем земледельческом училище в Саратовской губернии, затем — в Уманском земледельческом училище (Киевская губерния), где кроме преподавания, заведовал фермой и хозяйством училища.
С октября 1888 года работал в Новоалександрийском институте сельского хозяйства и лесоводства (сначала доцентом кафедры общей и частной зоотехнии, а с 1893 года, после сдачи магистерских экзаменов, — адъюнкт-профессором кафедры частной зоотехнии).

Профессор Придорогин осматривает ярославскую породу коров братьев Елисеевых

В 1894 году Придорогин был командирован за границу. В 1895 году вернулся в Россию и до конца жизни работал в Московском сельскохозяйственном институте (бывшая Петровская академия, которой в 1917 году вернули название Петровская сельскохозяйственная академия); исполнял должность профессора кафедры частной зоотехнии до апреля 1902 года, когда был утверждён в должности после защиты диссертации «Лошадь Вятской губернии»; также был заведующим фермой при академии (1905—1910 годы). Заведуя фермой, Придорогин добился в 1910 году рекордного по тому времени удоя — 4200 кг молока за год (ранее удои коров этого же стада составляли в среднем 2763 кг). После Октябрьской революции он был назначен председателем Центральной зоотехнической комиссии Наркомата земледелия, которой тоже руководил до самой смерти.
С 1890-х годов до конца жизни жил в Москве в Петровско-Разумовском на территории академии.
Скоропостижно скончался от инфаркта 13 июня 1923 года в Москве. Похоронен на кладбище Казанского Головинского общежитейского монастыря в Москве.

## Научная деятельность
М. И. Придорогин — автор трудов в различных областях животноводства: по коневодству, крупному рогатому скоту, разведению сельскохозяйственных животных; был специалистом по вопросам экстерьера — он разрабатывал принципы оценки сельскохозяйственных животных по наружному осмотру, предложил метод определения их живого веса и возраста по промерам туловища. В числе его публикаций:
- Краткий курс свиноводства, составленный по лекциям проф. Придорогина. 1898 г. — М.: лит. О-ва распространения полезн. кн., [1898]. — 77 с.
- Общедоступный учебник скотоводства и скотоврачевания: Лошади, крупный рогатый скот, овцы и свиньи / Сост. проф. Придорогин. — М.: К. И. Тихомиров, 1899. — [2], II, 306, 3 с. : ил.
- Опыт по откорму свиней дачей с сахаром. — Харьков: типо-лит. И. М. Варшавчика, ценз. 1903.
- Обзор важнейших пород крупного рогатого скота: [С 36 портр. типич. представителей]. — М.: ред. «Вестн. сел. хоз.», 1906. — 205 с.
- Коневодство. Записки, сост. по лекциям проф. М. И. Придорогина. — М.: Б-ка учеб. пособий Моск. с.-х. ин-та, 1910. — 54 с.
- Овцеводство. Записки, сост. по лекциям проф. М. И. Придорогина. — М.: Б-ка учеб. пособий Моск. с.-х. ин-та, 1910. — 57 с.
- Улучшение русской лошади. — М.: тип. В. М. Саблина, 1910. — 38 с. — (Всероссийский съезд коннозаводчиков 1910 г. в Москве. Доклады: Общие вопросы; [№ 15]).
- Экстерьер сельскохозяйственных животных. — 2-е изд., испр. и доп., с прил. табл. для вычисления процент. соотношения различ. статей. — М.: Б-ка учеб. пособий Моск. с.-х. ин-та, 1910. — 154 с.
- Обследование скотоводства в России и методы его улучшения. — СПб.: тип. В. Ф. Киршбаума (отд.), 1914. — 62 с.
- Коневодство. Конские породы: Курс лекций, чит. студентам М.С.-Х.И. — Москва: Кн-во студентов М.С.-Х.И., 1915. — 225 с.
  - Конские породы. — 2-е изд., доп. и испр. — М.: Новая деревня, 1923. — 244 с.
- Крупный рогатый скот: Важнейшие породы / М. И. Придорогин, проф. — 5-е изд., посмертное. — М.: Гос. техн. изд-во, 1924. — 140, [1] с., 56 ил.
- Вопросы животноводства / Проф. М. И. Придорогин ; Под общ. ред. М. С. Карпова ; С вводной статьей М. С. Карпова, автобиографией и портр. М. И. Придорогина. — Посмертное изд., с испр. — М.-Л.: гос. сел.-хоз. изд-во «Новая деревня», 1929. — 190, [2] с. : портр. — (Библиотека животновода).
- Экстерьер. Оценка с.-х. животных по наружному осмотру / Проф. М. И. Придорогин ; Под ред. и с предисл. акад. Е. Ф. Лискуна. — М.: Сельхозгиз, 1949. — 192 с., 1 л. портр.

современное издание
- Конские породы: [энциклопедия конника] / М. И. Придорогин; под ред. и с предисл. П. Н. Кулешова. — Изд. 4-е. — М.: URSS: Либроком, 2011. — 238 с. — (Энциклопедия конника). — ISBN 978-5-397-01948-4.